# تيريس كامبل
تيريس كامبل (مواليد 28 ديسمبر 1999) هو لاعب كرة قدم إنجليزي يلعب في مركز المهاجم في نادي ستوك سيتي.

## روابط خارجية
- تيريس كامبل على موقع قاعدة بيانات كرة القدم.إي يو (الإنجليزية)
- تيريس كامبل على موقع Soccerbase.com (لاعب) (الإنجليزية)
- تيريس كامبل على موقع Soccerway.com (الإنجليزية)
- تيريس كامبل على موقع عالم كرة القدم.نت (الإنجليزية)